# Euphorbia avasmontana
Euphorbia avasmontana là một loài thực vật có hoa trong họ Đại kích. Loài này được Dinter mô tả khoa học đầu tiên năm 1928.

## Hình ảnh

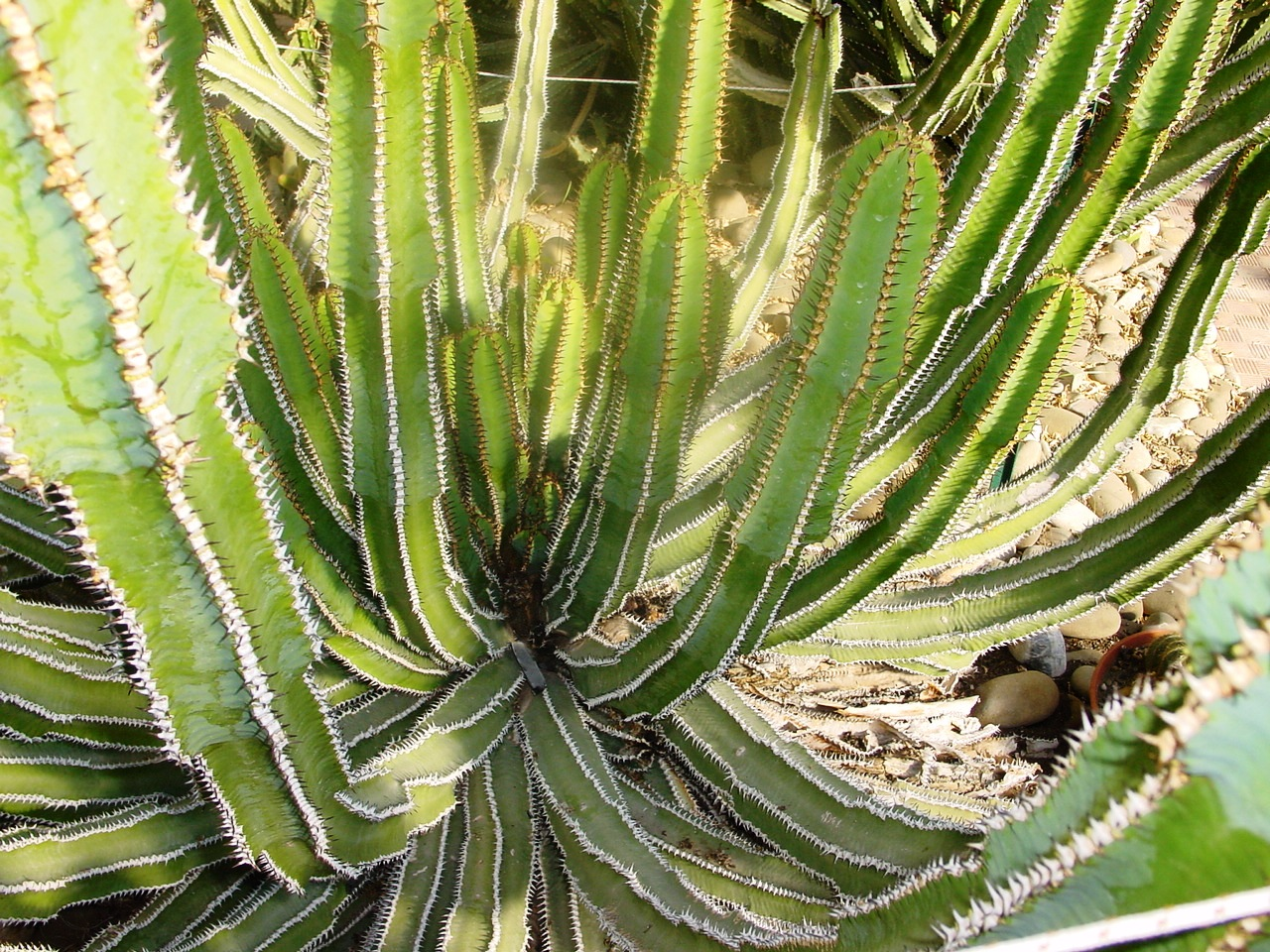
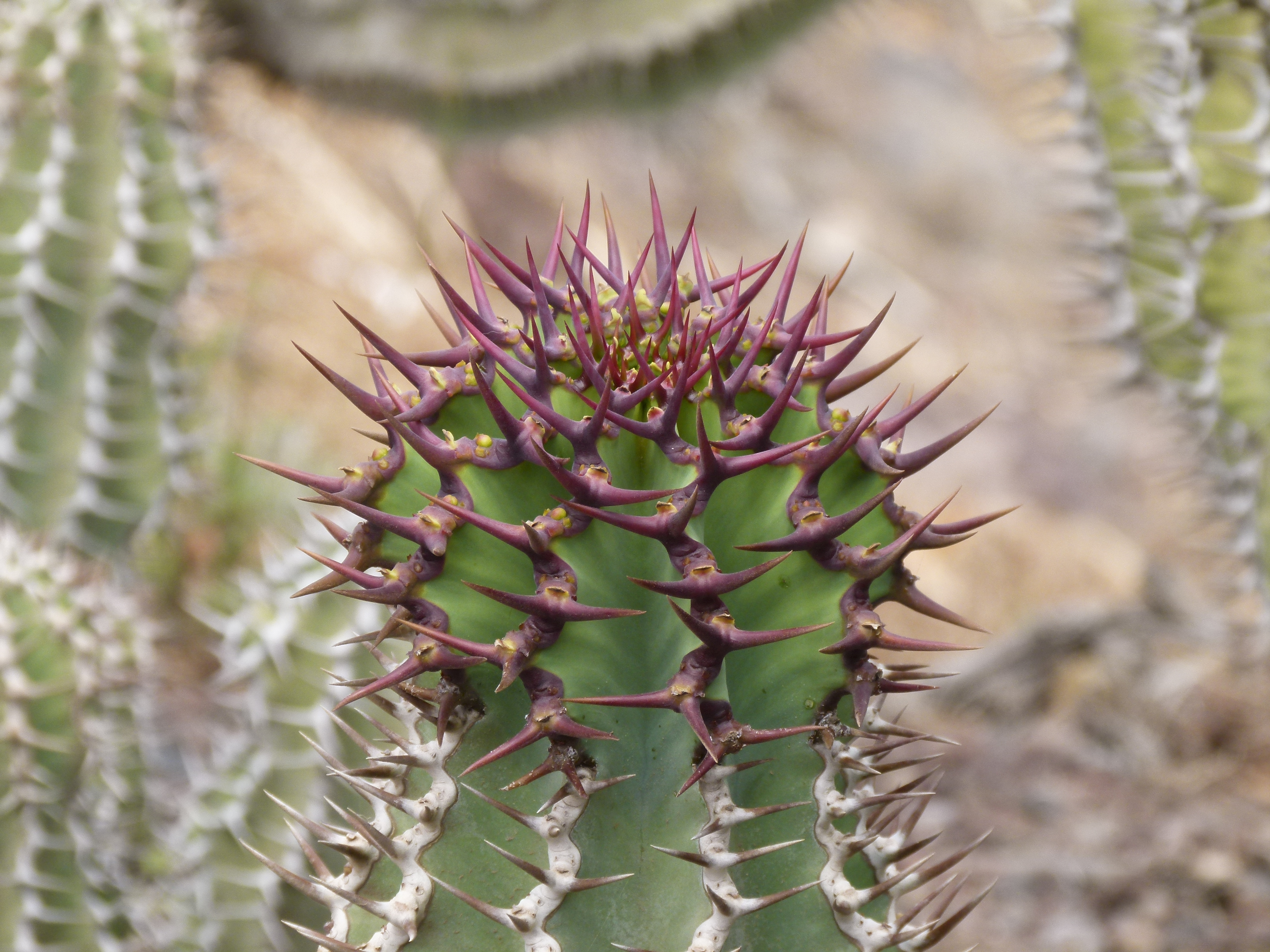
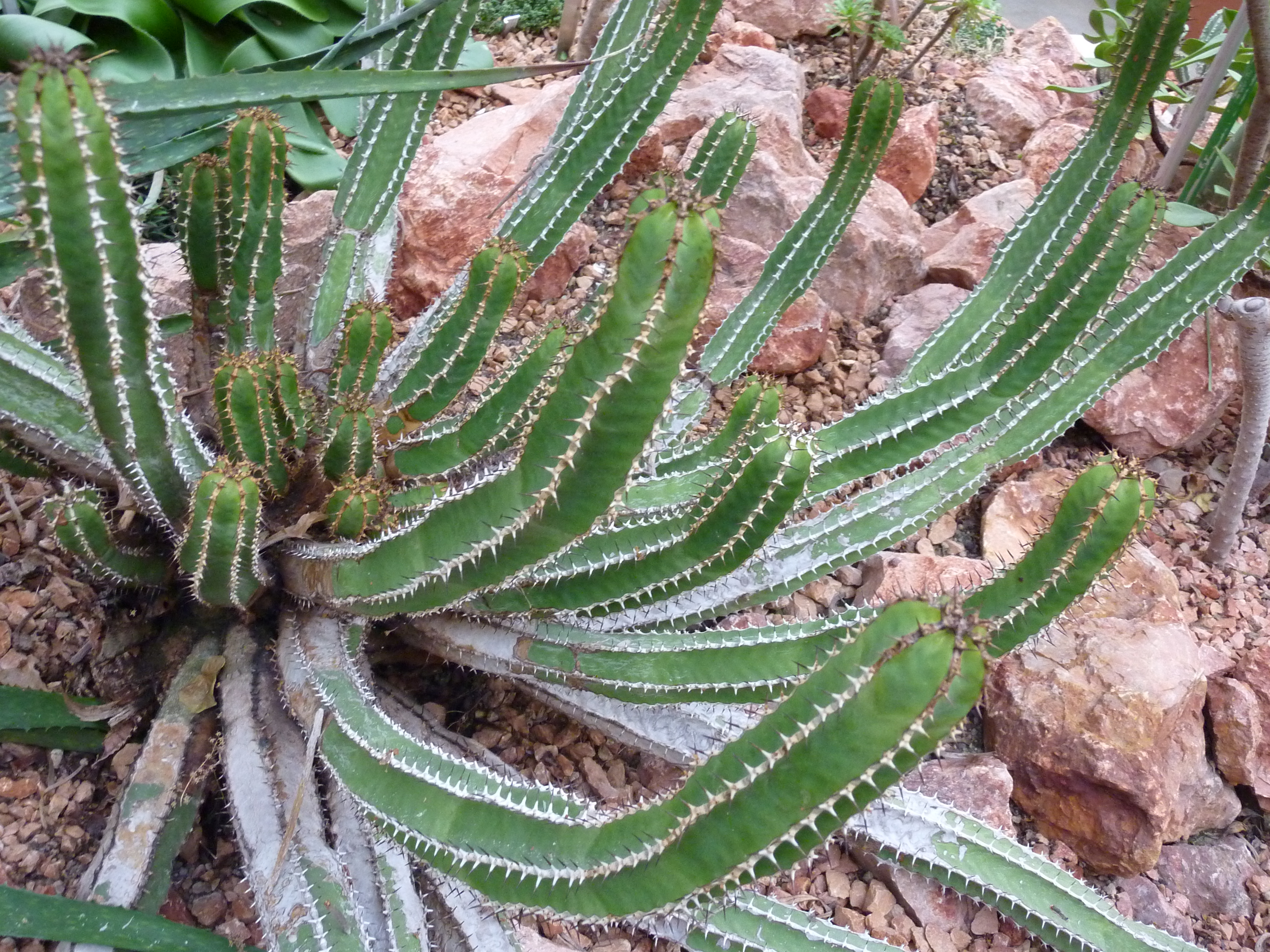
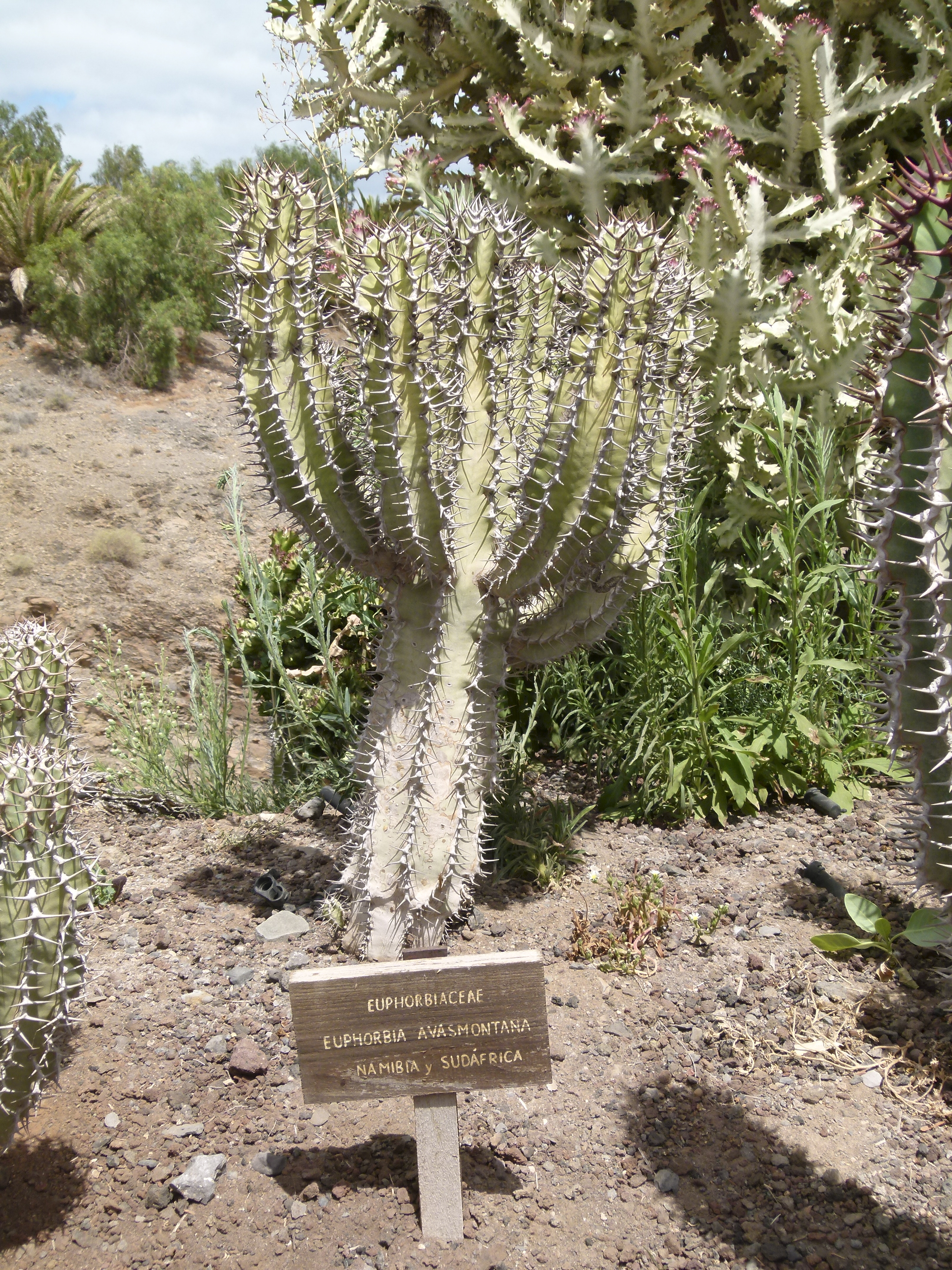